# عقد 840
عقد 840 هو عقد امتد بين 1 يناير 840 و31 ديسمبر 849 بحسب التقويم الميلادي. سبقه عقد 830 ولحقه عقد 850.

## أحداث
- غزو الأغالبة لروما سنة 846م (846)
- زلزال دمشق 847 (847)
- معركة كلافيخو (844)
- معركة أوستيا (849)

## مواليد
- رولو الأول دوق نورماندي (845)
- الطحاوي (843)
- اليزيدي (843)
- يعقوب بن الليث الصفار (840)
- أبو الفضل عبد الواحد التميمي (842)
- جوديث من فرنسا (844)
- الدولابي (848)
- أبو بكر بن أبي داود (844)
- محمد بن لب بن موسى (844)
- إسماعيل الساماني (849)
- الحسن العسكري (846)

## وفيات
- يوسف بن يحيى البويطي (846)
- ابن سلام الجمحي (845)
- يحيى بن يحيى الليثي (848)
- بشر الحافي (842)
- هارون الواثق بالله (847)
- محمد بن سعد البغدادي (845)
- ابن الزيات (847)
- ميخائيل الأول رانجابي (844)
- فيفولاكت (849)
- علي حيدرة بن محمد بن إدريس الثاني (848)
- نعيم بن حماد (844)

## كتب
- Yves Denis Papin (1998). Chronologie de l'histoire ancienne. Lieu de publication non identifié: Éditions Jean-paul Gisserot. ISBN:2-87747-346-5. OCLC:40746926. مؤرشف من الأصل في 2022-03-16.
- موسوعة حضارة العالم (2002) لأحمد محمد عوف.

## روابط خارجية
- تصفح سنة بسنة عقد 840 على موقع onthisday.com
- تصفح سنة بسنة عقد 840 ابتداءً من سنة عقد 840 على موقع المكتبة الوطنية الفرنسية